# Peter Zack Geer
Peter Zack Geer (* 24. August 1928 in Colquitt, Miller County, Georgia; † 5. Januar 1997 ebenda) war ein US-amerikanischer Politiker. Zwischen 1963 und 1966 war er Vizegouverneur des Bundesstaates Georgia.

## Werdegang
Über die Jugend und Schulausbildung von Peter Geer ist nichts überliefert. Nach einem Jurastudium an der Walter F. George School of Law sowie der Mercer University in Macon und seiner 1951 erfolgten Zulassung als Rechtsanwalt begann er in diesem Beruf zu arbeiten. Gleichzeitig schlug er als Mitglied der Demokratischen Partei eine politische Laufbahn ein. Er wurde Abgeordneter im Repräsentantenhaus von Georgia. Im Jahr 1962 wurde er an der Seite von Carl Sanders zum neuen Vizegouverneur von Georgia gewählt. Dieses Amt bekleidete er bis 1967. Im Januar 1967 hatte er als letzte Amtshandlung den Vorsitz der Staatslegislative, die damals über den umstrittenen Ausgang der Gouverneurswahlen entscheiden musste. Dabei wurde mit Unterstützung Geers sein Parteikollege Lester Maddox zum neuen Gouverneur gewählt.
Nach dem Ende seiner Zeit als Vizegouverneur praktizierte Geer wieder als Anwalt. Im Jahr 1973 wurde er zum Sonderstaatsanwalt ernannt. Dabei hatte er die Aufgabe, vier Männer wegen sechsfachen Mordes anzuklagen. Der Prozess war damals weit über Georgia hinaus in den Schlagzeilen. Drei der Angeklagten wurden zum Tod verurteilt, wobei das Urteil später umgewandelt wurde. Peter Geer starb am 5. Januar 1997 in seinem Geburtsort Colquitt.